# Fizetési mérleg
A fizetési mérleg egy adott ország rezidens (statisztikai értelemben vett belföldi) és nem rezidens gazdasági szereplői közötti, meghatározott időszakban lezajló reálgazdasági és pénzügyi műveletek számbavételére szolgál. Forgalmi típusú pénzügyi statisztika, melyhez szorosan kapcsolódik az állományi szemléletű külfölddel szembeni befektetési pozíció.

## Részmérlegek
Folyó fizetési mérleg
Áruk
Szolgáltatások
Jövedelmek
Viszonzatlan folyó átutalások
Tőkemérleg
Viszonzatlan tőkeátutalások
Nem termelt, nem pénzügyi eszközök forgalma
Az államháztartás pénzügyi mérlege
Közvetlen tőkebefektetések
Portfólióbefektetések
Pénzügyi derivatívák
Egyéb befektetések
Tartalékok

## A fizetésimérleg-egyenlőség
A fizetésimérleg-statisztika a kettős könyvelés elvét alkalmazza. Minden egyes tranzakció két helyen kerül elszámolásra: egyrészt maga az üzletesemény, másrészt pedig az ahhoz kapcsolódó finanszírozás – tartozik (debit), illetve követel (credit) tételként – kerül be ellenkező előjellel a statisztikába. A fizetési mérleg összes követel tételének összege (az összes bevétel) megegyezik a tartozik tételek összesenjével (az összes kiadással), azaz a fizetésimérleg-statisztika mindig nulla egyenleggel zár. Más szóval, a részmérlegek (a folyó fizetési mérleg, a tőkemérleg és a pénzügyi mérleg) egyenlegének összege elméletileg mindig zérus. A valóságos gazdasági folyamatok viszont sokkal összetettebbek annál, semmint hogy minden egyes mozzanatról száz százalékig kielégítő információval rendelkezhetnénk, ezért a gyakorlatban minden egyes ország fizetésimérleg-statisztikája tartalmaz egy olyan sort, amely utólagosan és formailag teremti meg a kettős könyvelés elvének való megfelelést. Ezt a sort nevezik "tévedések és kihagyások"-nak (net errors and omissions), mely előjelét tekintve lehet negatív vagy pozitív, attól függően, hogy a statisztikai hiba korrigálása éppen mit követel meg.
A folyó fizetési mérleg és a tőkemérleg összesített egyenlege jelenti a fizetési mérleg tényleges egyenlegét.
Ha a fizetési mérleg egyenlege többletet ( szufficit ) mutat, akkor az országba több valuta áramlott be, mint amennyi kiáramlott onnan. Ez a többlet a központi bank devizatartalékainak növekedésében jelentkezik.
Ugyanígy a fizetési mérleg hiánya ( deficit ) a központi bank devizatartalékainak csökkenését jelenti. Ha egyensúlyban van a fizetési mérleg, akkor nem változnak a devizatartalékok. Tehát felírható a következő azonosság:
Folyó fizetési mérleg egyenlege

+ Tőkemérleg egyenlege

+ Jegybanki tartalékváltozások egyenlege

= 0

### Adósságcsapda
Ha a fizetési mérleg tartósan deficites, akkor a jegybanki devizatartalékok kimerülése fenyeget. Ekkor a jegybank külföldi hitelt kényszerül felvenni devizatartalékai feltöltésére. Ez viszont azt jelenti, hogy a felvett hitelek kamatai tovább terhelik a fizetési mérleget. A helyzet további súlyosbodását jelenti, ha a kamatokat már csak újabb hitelfelvételekből tudják kifizetni. Ezt a helyzetet nevezik adósságcsapdának.
Az adósságcsapda elvezethet az ország fizetésképtelenségéhez. A fizetésképtelenség megfosztja az országot az újabb külföldi hitelek felvételének lehetőségétől. Ennek következtében csökkennek az ország importlehetőségei, sőt, mivel az ország nem kap az exportját segítő hiteleket sem, az export is visszaesik. Ezek a fejlemények a makrojövedelem (Y) drámai visszaeséséhez vezethetnek.
Más oldalról, a tartós fizetési mérlegtöbblet sem feltétlenül pozitív jelenség, habár nem fenyeget olyan súlyos következményekkel, mint a tartós hiány. A tartós szufficit ugyanis azt jelenti, hogy az ország tartósan kevesebbet fogyaszt teljesítményénél, illetve előfordulhat, hogy egyes követelései behajthatatlanná válnak.
Mindezek miatt az állam gazdaságpolitikai céljai között fontos helyet foglal el a fizetési mérleg egyensúlyának hosszú távú biztosítása!

## Nemzetközi módszertan
A fizetésimérleg-statisztika nemzetközi módszertanának kidolgozása a Nemzetközi Valutaalap (International Monetary Fund, IMF) feladata. Az első módszertani kézikönyv 1948-ban jelent meg. A jelenleg érvényes módszertan az 5. kiadás, a Balance of Payments Manual 5th Edition (BPM5), mely a megújult nemzeti számlák rendszerével egy időben (System of National Accounts – SNA93) 1993-ban jelent meg. Jelenleg módszertani felülvizsgálat folyik, amely várhatóan 2008-ban fog lezárulni és három fő témakörrel foglalkozik:
- általános, elméleti jellegű kérdésekkel (például kibővített szektor- és instrumentumfelosztással, a jövedelmek statisztikai értelmezésével),
- új vagy újonnan felmerült problémákkal (például a külső adósság és a külfölddel szembeni befektetési pozíció közötti kapcsolattal, gazdasági ill. valutauniók sajátosságainak beillesztésével a statisztikákba),
- az aktuális módszertan tisztázásra szoruló területeivel (például a tartalékeszközök meghatározása és statisztikai elszámolásával, a közvetlen tőkebefektetések elszámolásával összefüggő elméleti és gyakorlati kérdésekkel).

## Forrás
- MNB: Magyarország fizetésimérleg-statisztikái

## Kapcsolódó szócikk
- Országok folyó fizetési mérleg szerinti listája